# Assedio di Cartagena
L'assedio di Cartagena (che Tito Livio pone nel 210 a.C. mentre Polibio nel 209 a.C.) e la conquista della città fu la prima grande impresa di Publio Cornelio Scipione in Spagna durante la seconda guerra punica.

## Contesto storico
Agli inizi del 211 a.C. giunse a Roma dalla Spagna la triste notizia che i due fratelli, Publio e Gneo Cornelio Scipione, comandanti delle forze romane in Spagna, erano stati sconfitti e uccisi dalle soverchianti forze militari cartaginesi, dopo quasi otto anni di guerra (dal 218 a.C.). Lo storico greco Polibio aggiunge che la sconfitta fu causata soprattutto dal tradimento dei Celtiberi e dall'imprudenza dei due fratelli Scipioni per aver riposto troppo fiducia in quest'alleanza. Il possesso della Spagna sarebbe verosimilmente andato perduto senza l'iniziativa di un certo Lucio Marcio, che riuscì a riorganizzare i reparti sopravvissuti alla disfatta e fermare l'avanzata cartaginese, ottenendo una insperata vittoria. Fu così che un nuovo esercito romano venne inviato in Spagna sotto il comando di Gaio Claudio Nerone.
Verso la fine del 211 a.C., a Roma, il senato e il popolo deliberarono di accrescere ulteriormente le forze militari e di sostituire Claudio Nerone con un nuovo comandante. Si era, tuttavia, perplessi su chi inviare. Una cosa era certa: il nuovo generale destinato a succedere ai due Scipioni, doveva essere scelto con grandissima cura. Fu così che quando i due consoli in carica decisero di convocare i comizi centuriati per provvedere all'elezione del proconsole da inviare in Spagna, inizialmente attesero qualcuno che fosse degno di presentare la propria candidatura, ma nessuno si fece avanti, tanto da generare sconforto e rimpianto dei due generali caduti, Publio e Gneo Cornelio Scipione.
Fu in questa circostanza che si fece avanti il giovane Publio Cornelio Scipione, figlio e nipote dei due precedenti comandanti. Egli aveva soli 24 anni, ma riuscì ad essere eletto. Partì quindi per la Hispania verso la fine dell'anno, accompagnato dal propretore Marco Giunio Silano e dal suo fidato compagno d'arme, Gaio Lelio. Alle forze rimaste in Spagna dell'antico esercito e a quelle che Nerone vi aveva portato dall'Italia, furono aggiunti 10 000 fanti e 1 000 cavalieri. Scipione, accompagnato da una flotta di trenta navi, tutte quinqueremi, partì dalle foci del Tevere, percorse il litorale dell'Etruria, il golfo Gallico fino ai Pirenei, per sbarcare alla città greca di Emporiae. Da qui, dopo aver ordinato che le navi lo seguissero parallelamente lungo la costa, partì a piedi per Tarraco (Tarragona) dove radunò tutti gli alleati, che lo avevano raggiunto da tutta la provincia alla notizia del suo arrivo. Agli ambasciatori degli alleati, smarriti ed incerti sul da farsi, rispose con un tono sereno, sicuro e persuasivo, tipico del suo carattere.

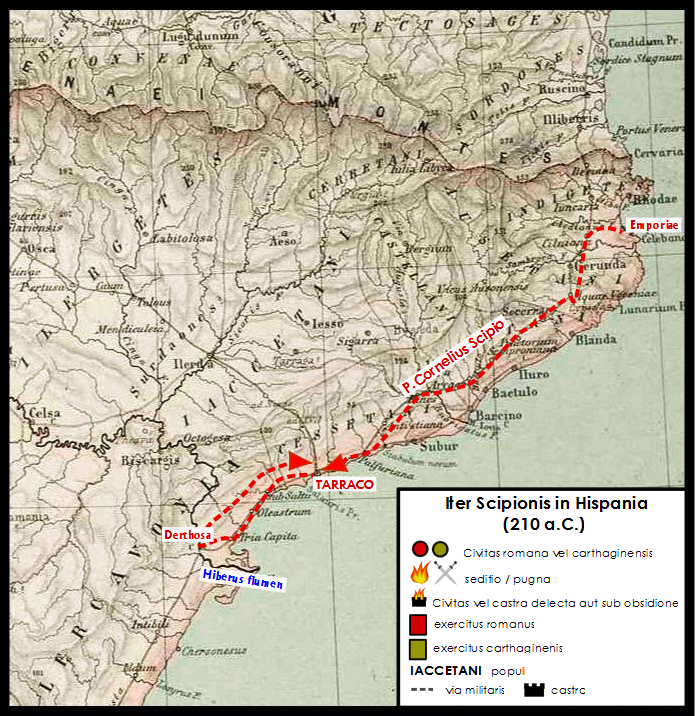
Marcia di Scipione in Spagna nel 211 a.C.

Partì da Tarraco per visitare le città alleate e i quartieri d'inverno dell'esercito (hiberna), lodando il valore dei soldati che, malgrado due gravi sconfitte, avevano mantenuto il possesso della provincia, respingendo il nemico cartaginese a sud del fiume Ebro e proteggendo le popolazioni alleate. Accompagnava Scipione quel Marcio che si era distinto con grande onore negli anni precedenti. Sostituì quindi il comando di Nerone con Silano, mentre la nuova armata era condotta nei quartieri d'inverno. Dopo aver ispezionato e organizzato i territori a nord del fiume, si ritirò a Tarragona per elaborare il piano d'attacco dell'anno successivo. Polibio ci informa che, appena giunto in Iberia, cominciò a far domande ed a raccogliere dettagliate informazioni da chiunque ne avesse, riguardo alla situazione del nemico. Venne così a sapere che le truppe Cartaginesi erano state divise in tre eserciti, e che al nemico era di grandissima utilità la città di Nova Carthago.

### Antefatto
Dopo aver interrogato tutti coloro che conoscevano bene la città di Nova Carthago, venne a sapere che era in pratica l'unica città dell'Iberia a possedere un porto adatto a contenere un'intera flotta; che si trovava in una posizione strategica chiave per i Cartaginesi, i quali dalla Libia potevano fare una traversata diretta per mare; che i Cartaginesi avevano in questa città la maggior parte delle loro ricchezze e tutti i bagagli dei loro soldati, oltre agli ostaggi di tutta l'Iberia sottomessa; ed infine che i soldati che erano stati lasciati a sua difesa erano soltanto un migliaio circa, e che la sua restante popolazione era composta di artigiani, operai e marinai, quasi tutti privi di una qualsiasi esperienza militare.
Publio, di Nuova Cartagine conosceva bene sia la posizione, sia le strutture difensive, sia la natura della palude che la circondava. Egli aveva indagato molto accuratamente durante l'intero inverno del 210-209 a.C., venendo a sapere da alcuni pescatori che avevano lavorato in quei posti, che la palude era in buona parte poco profonda e attraversabile in moltissimi punti, e che ogni giorno, verso sera, le sue acque si ritiravano in parte. Premesso tutto ciò, Publio arrivò alla conclusione che, se fosse riuscito a sottrarre al nemico la capitale iberica, non soltanto lo avrebbe danneggiato, ma avrebbe dato una svolta alla guerra in Iberia; in caso di fallimento, avrebbe potuto, inizialmente fortificarsi nei pressi della città e poi fare ritorno con la flotta. Così, durante il suo soggiorno nei quartieri invernali di Tarragona, si dedicò ad ogni genere di preparativo in vista delle campagne della prossima primavera.

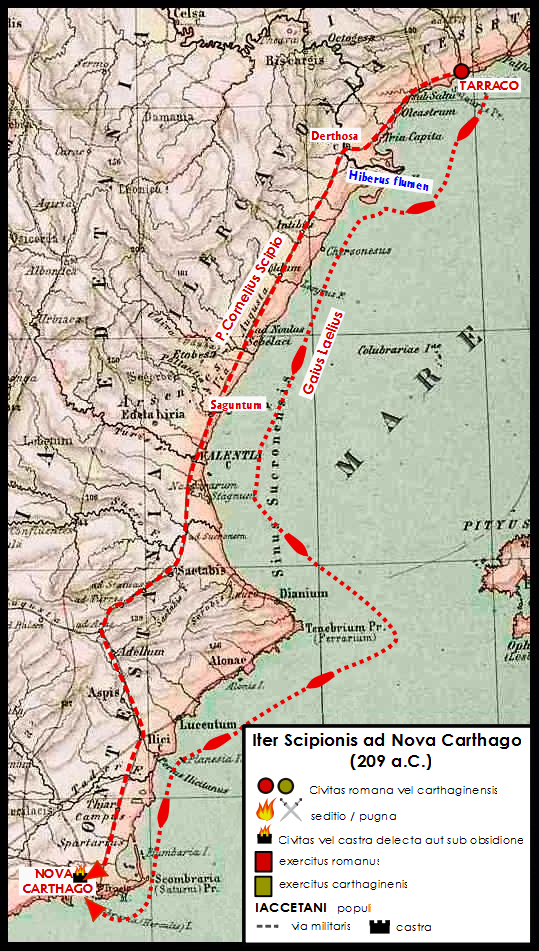
Marcia di Scipione (il futuro africano) da Tarraco a Nova Carthago in Spagna nel 209 a.C.

Al principio della primavera del 209 a.C. (o del 210 a.C.), Scipione, dopo aver disposto di mettere le navi in mare e convocati i contingenti alleati a Tarragona, ordinò che la flotta militare, comprese le navi da carico si radunassero presso le foci dell'Ebro. Poi comandò che anche le legioni abbandonassero i quartieri d'inverno e si concentrassero presso la foce del fiume. Decise quindi di partire insieme a 5 000 alleati da Tarragona, e di raggiungere le sue truppe. Una volta raggiunto il suo esercito, convocò l'assemblea con l'intenzione di rivolgere un discorso (adlocutio) soprattutto ai veterani superstiti delle precedenti sconfitte e ricordò loro che:
(Livio, XXVI, 41.3-5.)
Scipione continuò il suo discorso, annunciando loro che avrebbero dovuto prepararsi, non tanto a rimanere in Spagna, ma a cacciarne i Cartaginesi; non tanto ad impedire al nemico di passare l'Ebro, quanto a passare i Romani il fiume e portarvi a sud la guerra, per quanto il piano potesse risultare troppo vasto e audace rispetto al ricordo delle sconfitte da poco subite, o la giovane età del loro comandante.
Polibio aggiunge che Publio Scipione enumerò alcuni vantaggi per i Romani, come il fatto che le tre armate cartaginesi si trovassero in accampamenti separati e molto distanti tra loro. A ciò aggiungeva il fatto che il comportamento arrogante dei Cartaginesi aveva fatto sì che parte degli alleati, si fossero già allontanati, inviando ambasciatori ai Romani per trattare nuove condizioni di amicizia.
(Polibio, X, 6.5-6.)
Dopo aver acceso l'animo dei suoi soldati con questo primo discorso, Scipione lasciò Marco Giunio Silano con 3 000 fanti e 300 cavalieri a presidiare la provincia ed a proteggere gli alleati rimasti fedeli a Roma, nei pressi della foce dell'Ebro e poi passò il fiume con il resto dell'esercito. E benché molti ritenessero opportuno assalire l'esercito cartaginese più vicino, visto che il nemico era stato diviso in tre regioni molto lontane l'una dall'altra, Scipione, credendo che fosse pericoloso rischiare di affrontare con un solo esercito, uno con forze pari a tre volte tanto, preferì dirigersi contro Cartagena (Nova Carthago), la città cartaginese più importante in Spagna. Si trattava del nodo di comunicazione diretto con Cartagine. La città era inoltre colma di ricchezze e costituiva un ampio deposito bellico, poiché qui erano conservate le armi, il denaro e gli ostaggi di tutta la Spagna, Polibio aggiunge:
(Polibio, X, 6.8-12.)
Nova Carthago era difesa soltanto da una piccola guarnigione, poiché i cartaginesi, dominatori della penisola iberica che si affaccia sul Mediterraneo, ritenevano che la città fosse inespugnabile per la conformazione fisica del luogo e le massicce mura difensive. Scipione, consapevole non solo della sua importanza economica, ma anche delle implicazioni psicologiche che la sua presa avrebbe generato, si preparò meticolosamente ad assaltarla.
Nessuno, a parte Gaio Lelio, era a conoscenza del piano di Scipione. Egli aveva ricevuto l'ordine di navigare lungo la costa ad una velocità tale che la flotta romana giungesse nel porto della capitale spagnola dei Cartaginesi, nello stesso momento in cui Scipione giungeva con l'esercito da terra. Sette giorni dopo i Romani raggiunsero Cartagena contemporaneamente via terra e via mare, e posero gli accampamenti (castra aestiva) in quel settore della città che guarda a settentrione. Scipione poi dispose che fossero fortificati solo alle spalle con una doppia trincea, poiché la parte meridionale era difesa dalla natura stessa del luogo.

## Forze in campo
Romani

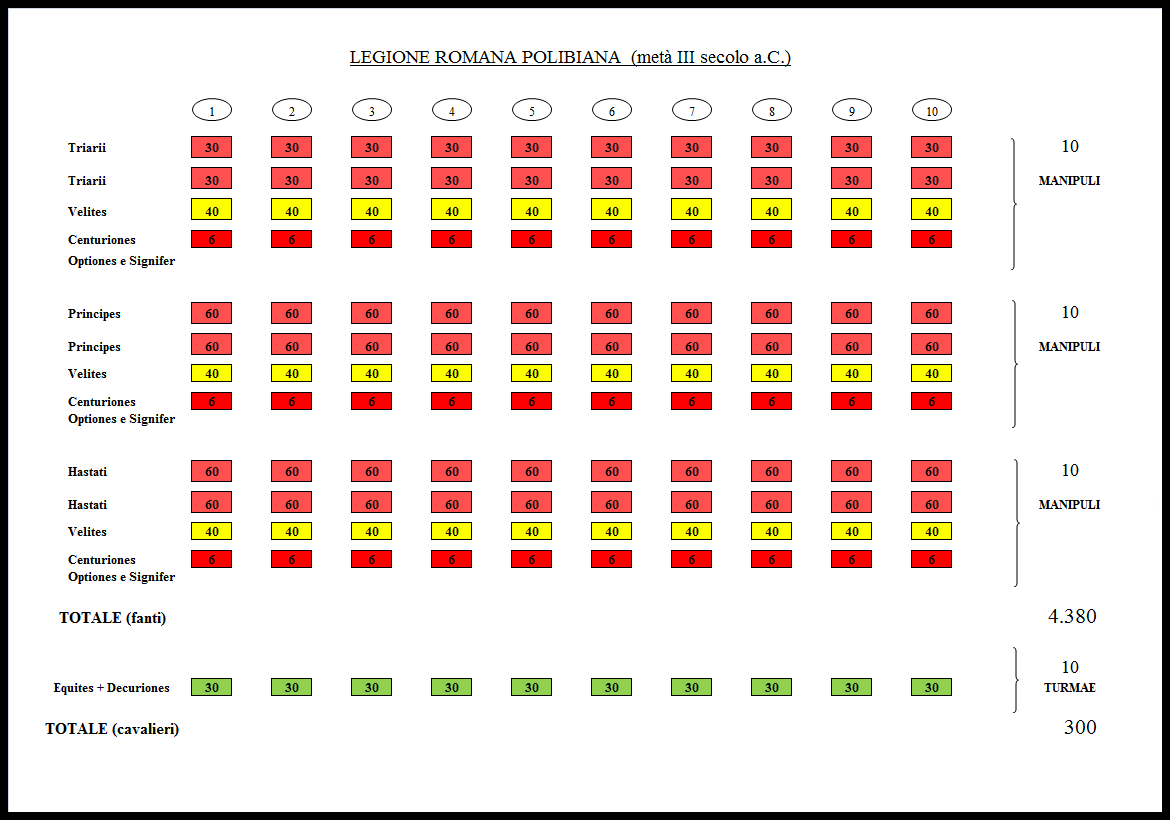
La legione manipolare polibiana al principio della seconda guerra punica (218 a.C.).

Al suo arrivo in Spagna nel 210 a.C., Scipione passò l'inverno a rafforzare le difese e a riorganizzare l'esercito romano, forte di circa 30 000 uomini. Tito Livio racconta che egli lasciò Marco Giunio Silano con 3 000 fanti e 300 cavalieri a presidiare la provincia, mentre egli condusse oltre l'Ebro il resto dell'esercito, composto da 25 000 fanti e 2 500 cavalieri. Si trattava in sostanza di 2 legioni e 2 alae di italici, oltre ad un contingente di 5 000 alleati iberi e celti.
A questo contingente di terra, Scipione affiancò un contingente di mare, posto sotto il comando del suo più fidato legato, Gaio Lelio. Si trattava di almeno 30 quinqueremi.
Cartaginesi
I Cartaginesi in Iberia avevano diviso le loro forze in tre parti ed avevano posizionato i propri accampamenti invernali come segue: 
- l'esercito di Asdrubale Barca era accampato nei pressi di Sagunto, non molto distante dal fiume Ebro, nel territorio dei Carpetani;
- l'esercito di Asdrubale, figlio di Giscone, si trovava in Lusitania, sull'Oceano, a Gades (l'odierna Cadice), nei pressi della foce del Tago, nel territorio dei Conii;
- l'esercito di Magone, nell'entroterra nei pressi di Castulo in Oretania (lungo la strada che attualmente conduce da Linares a Torreblascopedro).

E tutti loro distavano da Nova Carthago non meno di 10 giorni di marcia.
Le forze cartaginesi presenti invece a Nova Carthago, secondo quanto ci narra Livio, sembra che ammontassero a 2 000 cittadini armati e 1 000 soldati cartaginesi.

## Assedio

### Geografia del sito

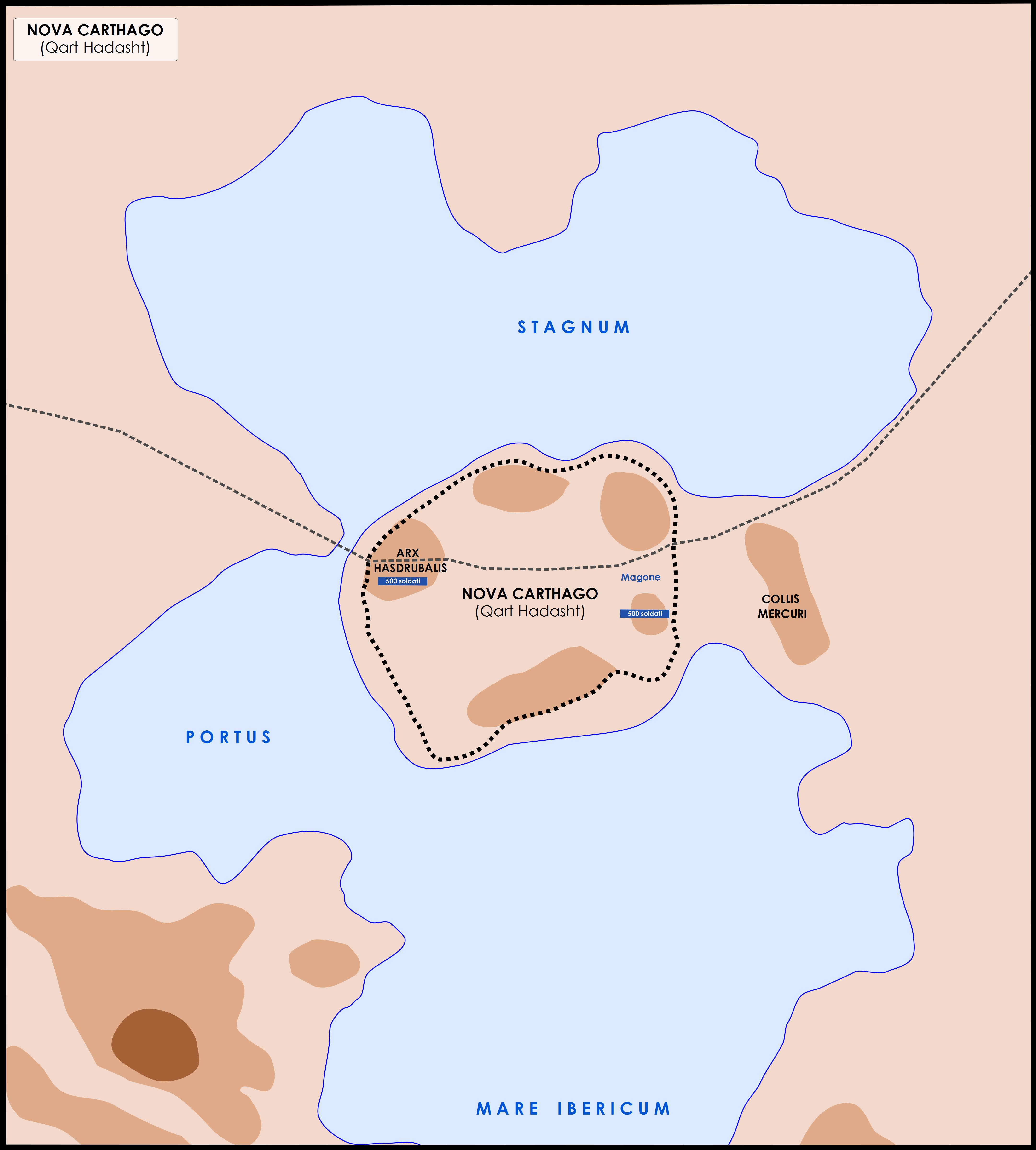
La città punica di Qart Hadasht, poi Nova Carthago

La città di Cartagena era stata fondata dai Cartaginesi. La sua posizione favoriva la traversata per raggiungere l'Africa. La città era fornita di un porto sufficientemente ampio per qualunque flotta e forse l'unico sul litorale spagnolo che si affacciava sul Mare Mediterraneo. Il perimetro della città non misurava più di venti stadi (3,7 km), come suggerisce Polibio, che ebbe modo di visitarla oltre mezzo secolo più tardi.
Si trovava a metà della costa iberica, in un golfo la cui profondità viene stimata da Polibio in circa venti stadi, mentre la larghezza, all'entrata, in circa dieci. Tale golfo era esposto soprattutto al vento Africo. All'ingresso di questa insenatura si trovava una piccola isola, a protezione del porto. Dalla profonda insenatura sporgeva una penisola, sulla cui altura sorgeva la città. Il lato meridionale della città era protetto direttamente dal mare, quello settentrionale da una ampio stagno, che variava di profondità a seconda delle marea. Una collina larga quasi duecentocinquanta passi (370 metri) univa la città al continente. Risultava, quindi, che la città fosse estremamente ben protetta e difficile da conquistare con un assalto diretto.
La città, nella descrizione di Polibio era concava al centro e, se lungo il lato meridionale che si affacciava sul mare, era pianeggiante, gli altri lati erano circondati da colli, due dei quali erano molto scoscesi, mentre gli altri tre, più bassi, erano rocciosi e comunque di difficile accesso. Il più alto di questi si trova ad est della città e si protendeva verso il mare, mentre sulla sua cima sorgeva il tempio di Asclepio. Il colle sul lato occidentale aveva in cima una splendida reggia che dicono abbia fatto costruire Asdrubale, quando voleva farsi re. Le altre tre alture chiudevano il lato nord della città. La prima guardava verso est ed era chiamata Monte di Efesto; quella accanto era chiamata Monte di Alete; la terza era detta Monte di Cronos.
La palude che si trovava a nord era, infine, collegata artificialmente con il vicino mare per favorire quelli che praticavano attività marittime, e sul canale venne costruito un ponte, per trasportare attraverso le bestie da soma ed i carri i necessari rifornimenti.

### Schieramento delle forze in campo

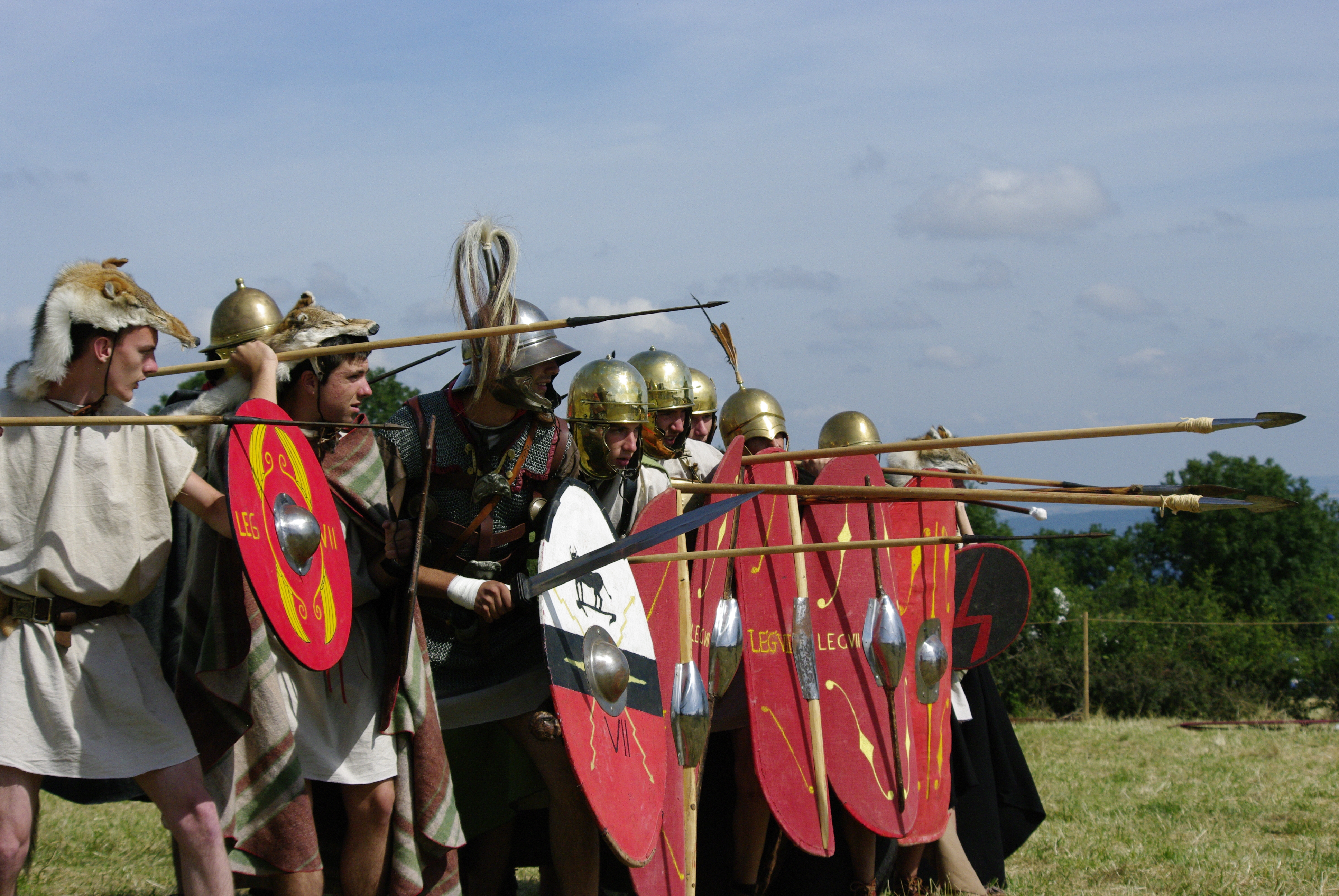
Ricostruzione storica di alcuni soldati romani pronti ad attaccare. Si riconoscono alcuni velites (a sinistra), un cavaliere con elmo beotico-pseudocorinzio con pennacchio di coda di cavallo (al centro), almeno cinque hastati (a destra) e un princeps (con penne sull'elmo).

Pose il proprio accampamento oltre l'istmo e vi fece correre lungo il fronte esterno, un fossato ed una doppia palizzata, da mare a palude, mentre lungo il lato del campo che dava verso la città non costruì alcuna fortificazione, poiché la natura del luogo gli offriva sufficienti garanzie di sicurezza. Vi è di più, Publio Scipione voleva ostentare al nemico la propria sicurezza, oltre a voler mantenere aperta la via della ritirata, ogni volta che decideva di compiere un assalto e poi fare ritorno alla base. L'accampamento romano risultava così protetto sul lato interno dalla palude (a nord) e, sul lato meridionale, dal mare, senza bisogno di alcuna fortificazione aggiuntiva.
Quando ebbe portato a termine le altre fortificazioni necessarie, dispose in cerchio le navi nel porto, cariche di ogni tipo di materiale da lancio, pronte a minacciare un assedio anche dalla parte del mare, sotto il comando di Gaio Lelio. Ispezionata, quindi, la flotta e avendo fatto in modo che ogni comandante di nave ne facesse attentamente la guardia durante la notte, ritornò nell'accampamento per informare i soldati sul piano da lui concepito per dare l'assalto alla città. Poi convocato il consiglio di guerra, disse:
(Livio, XXVI, 43.3.)
Scipione aggiunse che nella città erano rinchiusi gli ostaggi di tutti i re e i popoli di stirpe illustre. Una volta che fossero passati nelle mani dei Romani, a questi ultimi avrebbero dovuto rispondere e non più ai Punici. Nella città era inoltre custodito tutto il tesoro nemico, senza il quale i Cartaginesi non avrebbero potuto condurre la guerra e mantenere gli eserciti mercenari. A Nova Carthago vi erano poi macchine da guerra, armi e ogni sorta di materiale bellico, pronto a rifornire le armate romane, togliendo così ingenti risorse al nemico. Questa città sarebbe poi servita come porto, base di partenza per le necessarie operazioni militari. E concluse il suo discorso dicendo:
(Livio, XXVI, 43.8.)
Promise quindi una corona d'oro a coloro che fossero saliti per primi sulle mura, oltre ai soliti doni militari a coloro che si fossero distinti pubblicamente per valore. Aggiunse infine che questa idea gli era stata suggerita da Poseidone, in sogno. A queste ultime parole i soldati furono colti da un grande entusiasmo e ardore, pronti a combattere per il loro comandante.
Il comandante cartaginese della città era Magone. Quando vide che le forze romane si preparavano all'assalto per terra e per mare, distribuì le sue forze come segue: oppose 2 000 cittadini dalla parte dove si trovava l'accampamento romano, verso l'istmo; mise nella rocca 500 soldati ed altri 500 sull'altura della città che volge verso oriente; ordinò poi al resto degli abitanti di vigilare ovunque e di accorrere ovunque avessero udito delle grida o avessero notato fatti inconsueti ed improvvisi.

### Primo assalto

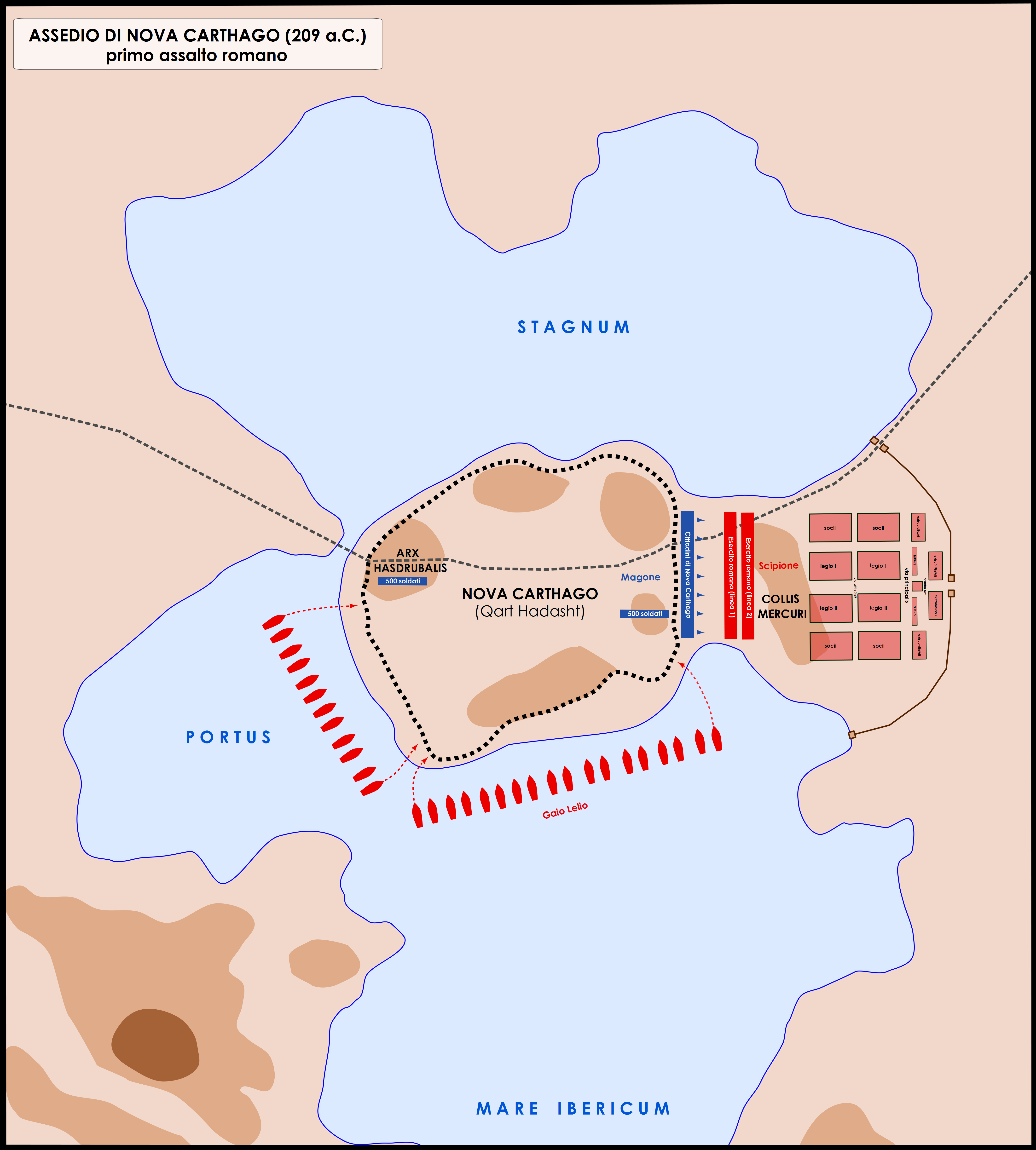
Assedio di Nova Carthago da parte di Scipione, assalto iniziale

Magone fece aprire la porta orientale e ordinò di uscire a quei cittadini che aveva predisposto in ordine di battaglia, sulla via che conduceva all'accampamento nemico. I Romani invece, dietro il comando di Scipione, arretrarono quel tanto che bastava per essere più vicini a quei rinforzi che dovevano sostituirli durante il combattimento. All'inizio le schiere si fronteggiarono con eguali forze in uno spazio ristretto (2 000 per parte),
(Polibio, X, 12.4-5.)
Poi i rinforzi inviati continuativamente a sostituire le prime file romane dal vicino accampamento, non solo costrinsero il nemico cartaginese alla fuga disordinata, mietendo numerose vittime, ma lo incalzarono con un tale impeto che per poco i Romani non fecero irruzione nella città, se non fosse stato dato il segnale di ritirata. Molti posti di guardia e parte delle mura furono abbandonate per lo spavento e per la fuga generale. Quando Scipione, dopo essersi trasferito sul colle chiamato Mercurio, vide che le mura erano prive di difensori in molti punti, ordinò che tutti i suoi soldati uscissero dall'accampamento e, portando con sé delle scale, dessero l'assalto alla città.
Lo stesso Scipione, grazie alla protezione degli scudi di tre giovani vigorosi legionari, si portò fino a ridosso delle mura cittadine per incitare i suoi soldati. Questo gesto del comandante in capo, diede nuovo slancio all'offensiva romana di terra. Allo stesso tempo, la parte di città che si affacciava sul mare venne attaccata dalla flotta romana. E mentre le navi approdavano e sbarcavano rapidamente scale e soldati, questi nella fretta di fare a gara fra loro su chi per primo si lanciasse nell'assalto, producevano confusione ed erano di ostacolo l'uno all'altro.
Magone approfittò di questi indugi, riempiendo di armati le mura, dove aveva inoltre accumulato grandi scorte di proiettili. Le mura erano, inoltre, estremamente elevate e solo poche scale potevano eguagliarle in altezza. Vi è da aggiungere che i Romani che si trovavano sui gradini più alti delle scale, spesso per l'eccessivo peso, ne provocavano la rottura. In altri casi erano le vertigini a decimare gli assalitori a causa dell'altezza.
(Polibio, X, 13.9-11.)
In realtà Scipione, accortosi delle eccessive difficoltà dei suoi, diede il segnale della ritirata, provocando negli assediati non solo la speranza di un riposo imminente, dopo una prima dura battaglia, ma anche la speranza che la città potesse essere meglio difesa dagli attacchi futuri. I Romani, al contrario, cominciarono a ritenere di difficile esecuzione le opere militari per un assedio e che questo avrebbe dato ai tre comandanti cartaginesi il tempo necessario per accorrere ad aiutare Nova Carthago.

### Assalto decisivo
Si era appena concluso il primo assalto, quando Scipione ordinò che i soldati stanchi e feriti consegnassero le scale a quelli più riposati e in buona salute, in modo da ritrovare nuovo slancio per un nuovo assalto alla città. 
(Polibio, X, 14.3.)
Egli era poi venuto a conoscenza da parte di alcuni pescatori di Tarraco, che si aggiravano con piccole barche per il grande stagno a nord della città, che la marea calava e che facilmente si poteva raggiungere a piedi le mura. Il comandante romano, pronto a sfruttare ogni opportunità pur di catturare la "capitale" spagnola dei Cartaginesi, ordinò a cinquecento legionari dotati di scale di seguirlo.

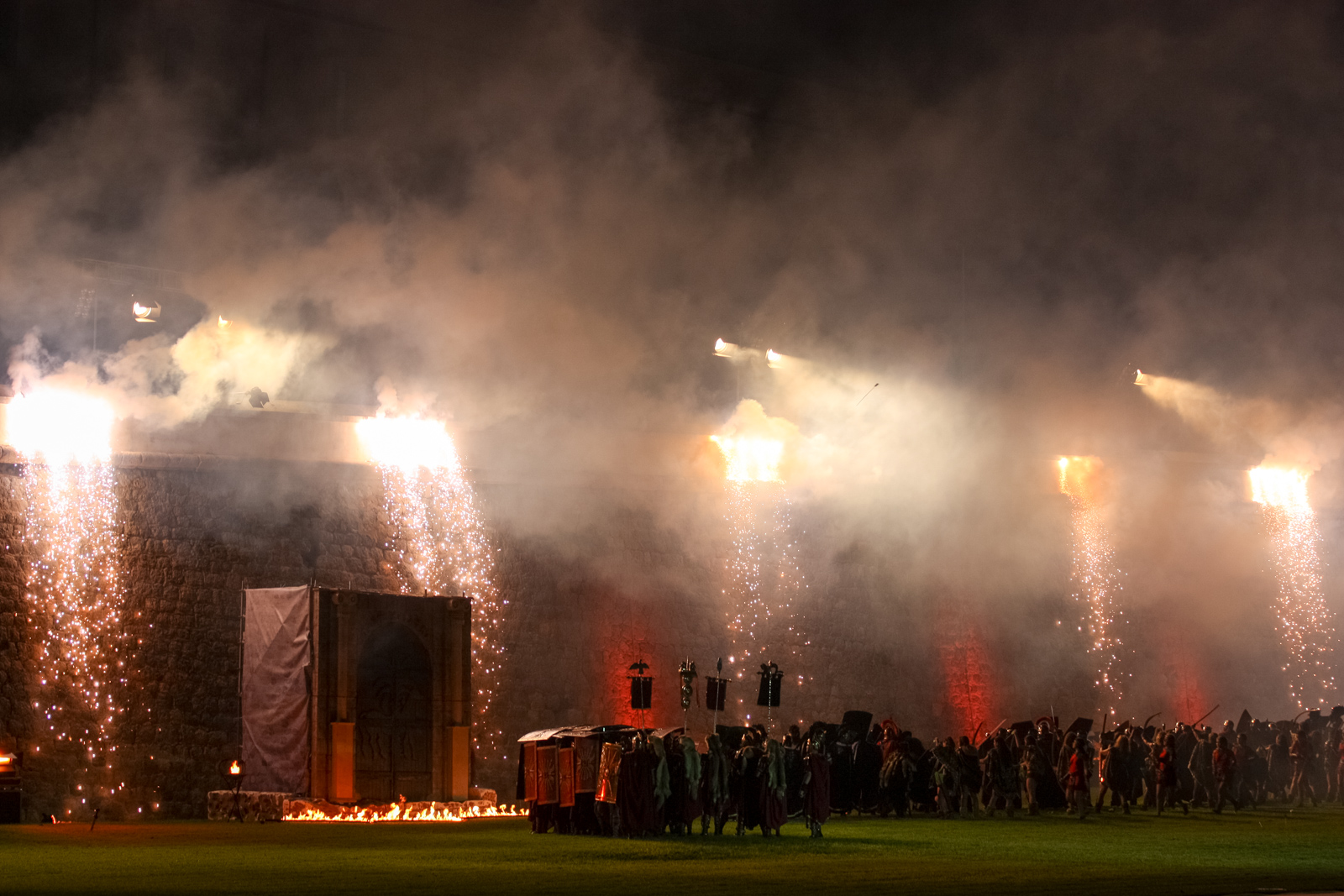
Rievocazione moderna dell'assedio romano di Cartagena in Spagna

Era quasi mezzogiorno e, quando il ritiro delle acque del mare per la bassa marea provocò anche quello dello stagno, accadde anche che si levò un forte vento di tramontana che convogliò l'acqua dello stagno nella stessa direzione della marea. I fondali si trovarono così poveri di acqua che in qualche punto essa non superava i fianchi ed in altri punti le ginocchia. Questo fatto naturale, di cui Scipione era a conoscenza per averlo osservato attentamente, fu dallo stesso attribuito all'intervento divino favorevole ai Romani. Ordinò pertanto ai suoi soldati di seguire Nettuno, come guida della loro impresa, in modo da attraversare lo stagno a piedi e raggiungere le mura del lato settentrionale.
E mentre procedeva l'avanzata attraverso lo stagno, Scipione aveva ordinato alla propria armata di continuare ad assaltare le mura dal lato orientale con le scale, pur sapendo che lo sforzo sarebbe stato notevole. Qui i legionari romani non erano soltanto ostacolati dall'altezza delle mura, ma anche dal fatto di essere esposti ad un martellante lancio di dardi soprattutto sui fianchi, più che di fronte.
(Polibio, X, 14.4-6.)
E mentre veniva condotto l'attacco da terra lungo l'istmo con le scale, cominciò il fenomeno della bassa marea. L'acqua iniziò a ritirarsi piano piano dalle estremità della palude fino a formare una corrente che attraversava il canale, e scorreva verso il vicino mare, tanto che chi osservava questo fenomeno senza esserne stato preventivamente informato, rimaneva incredulo. Allora Publio, che aveva preparato le sue guide, ordinò loro di entrare in acqua, esortandoli a non avere paura.
(Polibio, X, 14.10-12.)

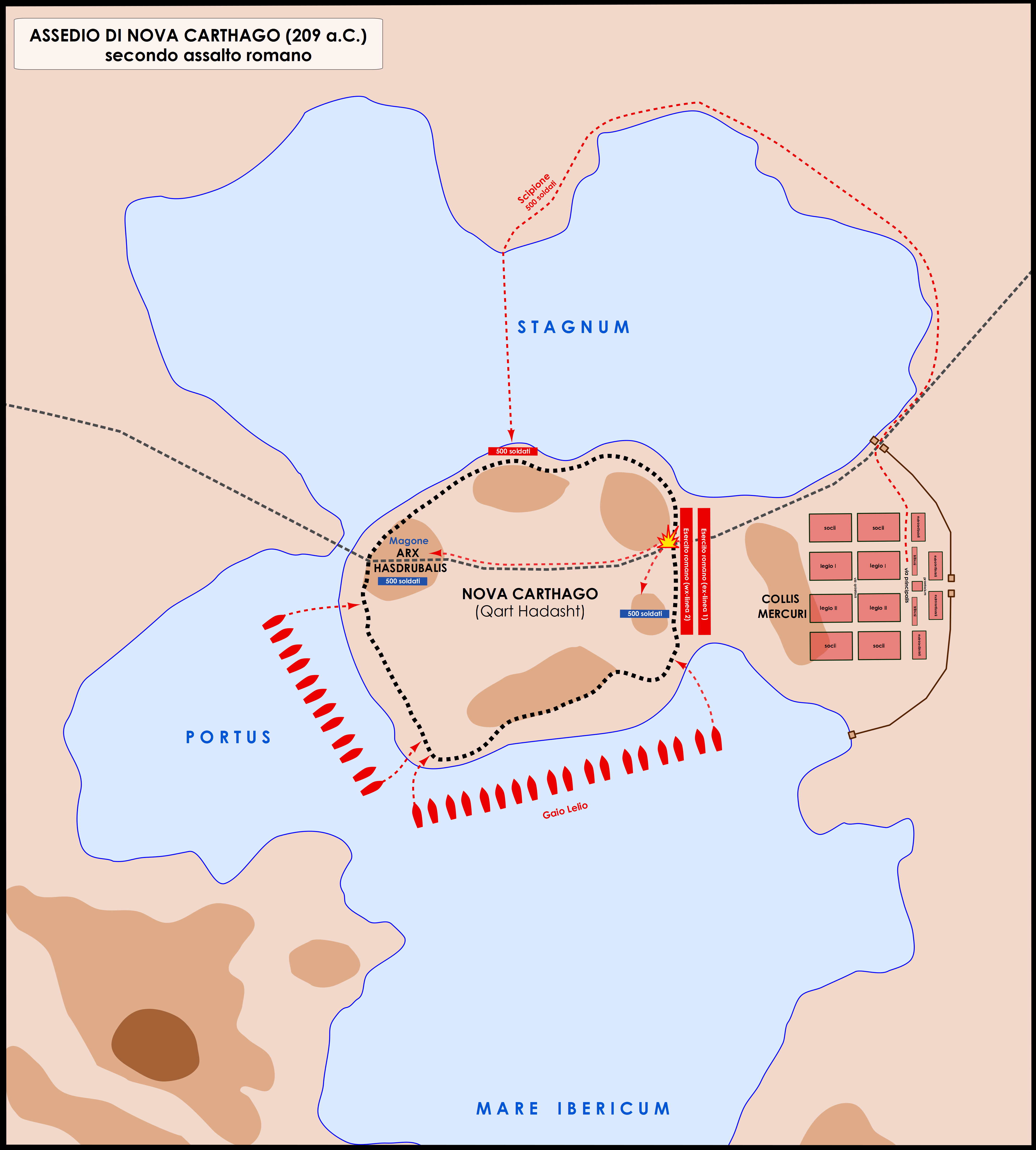
Assedio di Nova Carthago da parte di Scipione, assalto decisivo

E così, i cinquecento soldati romani che Scipione vi aveva condotto dalla parte dello stagno, riuscirono in modo estremamente rapido e semplice a scardinare il portone ed a scalare le mura, poiché questa zona non era fortificata, in quanto i Cartaginesi la ritenevano sufficientemente protetta dalle difese naturali dello stagno. Non vi era inoltre stata posta alcuna guarnigione a sua protezione, poiché erano tutti concentrati a difendere il lato est della città. Polibio aggiunge che, quando i primi legionari riuscirono a scalare il tratto di mura settentrionali, per prima cosa cominciarono ad avanzare lungo le stesse, massacrando i pochi nemici che si trovavano sul loro percorso. Poi, quando giunsero presso la porta, alcuni scesero e cominciarono a tagliarne le spranghe di legno, mentre quelli che erano all'esterno iniziarono a penetrare in città. Intanto quelli che con le scale stavano avanzando dalla parte dell'istmo, dopo aver vinto la resistenza dei difensori, salivano fino in cima.
I cinquecento legionari, una volta entrati in città senza aver dovuto sostenere un difficile combattimento, si precipitarono correndo verso la porta orientale, dove si stava concentrando l'intera battaglia. I Cartaginesi erano talmente impegnati a respingere la massa di Romani che tentavano di scalare quel tratto di mura, da non accorgersi di essere assaliti alle spalle, da una seconda schiera di soldati romani. I difensori alla vista dei Romani, furono colti dal panico. Le mura furono subitamente occupate dai soldati romani, mentre la porta orientale veniva abbattuta. Fu così che una grande moltitudine di legionari romani irruppe all'interno della città. Quelli che erano penetrati dall'alto delle mura, le discesero e si riversarono in città facendo strage dei cittadini che incontravano, gli altri, invece, che erano penetrati per la porta abbattuta, vennero inquadrati dai loro comandanti e marciarono sino alla piazza principale. Vedendo che il nemico cartaginese fuggiva in due direzioni diverse, alcuni verso un vicino colle orientale occupato da una guarnigione di cinquecento armati, altri verso la rocca, sulla quale si era rifugiato anche Magone con quei soldati che erano stati cacciati dalle mura, Scipione mandò alcuni contingenti ad espugnare il colle, e con gli altri si diresse contro la fortezza.
(Polibio, X, 15.4-6.)
L'altura venne presa al primo assalto e Magone, vedendo che il nemico era ormai dappertutto, mentre Scipione stava avanzando con 1 000 armati e che non vi era più alcuna speranza, si consegnò ai Romani insieme alla rocca ed al presidio. Fino al momento in cui il comandante cartaginese non si era ancora arreso, si fecero stragi e nessuno dei giovani venne risparmiato. Dopo la resa, venne posta fine alle stragi, mentre i soldati romani si diedero a far bottino, che secondo il racconto di Livio fu di notevoli proporzioni.
Giunta ormai la notte, alcuni rimasero nell'accampamento principale, 1 000 uomini insieme a Scipione si accamparono sulla rocca. Tutti gli altri vennero richiamati fuori dalle case, e attraverso i tribuni ad ogni manipolo venne distribuito il proprio bottino nell'agorà. Chiamò infine le truppe armate alla leggera e inviò ad occupare la sommità del colle orientale. Il giorno seguente, sempre i tribuni, dopo aver raccolto nell'agorà i bagagli dei soldati al servizio dei Cartaginesi, oltre agli arredi di abitanti e artigiani, iniziarono a dividerli tra i propri soldati, secondo le abitudini romane.

## Conseguenze

### Reazioni immediate
Bottino di guerra
Il bottino di guerra raccolto dal questore, Gaio Flaminio, pesato e numerato, ammontava a più di seicento talenti (oltre 19600 kg), che aggiunto ai quattrocento talenti con i quali Publio Scipione era partito da Roma, portò ad avere una disponibilità complessiva per le spese di guerra di una somma pari ad oltre mille talenti (più di 32700 kg). Livio aggiunge che vennero raccolte al termine dell'assedio: 276 tazze d'oro, quasi tutte del peso di una libbra ciascuna (per un totale approssimativo di circa 90 kg); 18 300 libbre d'argento non lavorato e coniato, oltre ad un gran numero di vasi d'argento. Livio aggiunge che furono catturate nel porto 63 navi da trasporto, alcune con un loro carico di frumento, altre di armi, altre ancora con lingotti di bronzo e ferro, altre con tela per la da vela, altre con sparto, oltre a materiale per la costruzione di una flotta. Una ricchezza notevole per quella città.
A tutto ciò andava aggiunto una grande quantità di materiale bellico: 120 catapulte di grandi dimensioni e 281 di grandezza minore; 23 baliste grandi e 52 piccole; numerosissimi scorpioni grandi e piccoli; armi e dardi, oltre a 74 insegne militari. Il questore poi riuscì a raccogliere anche 400 000 moggi di grano e 270 000 di orzo.
Prigionieri e ostaggi

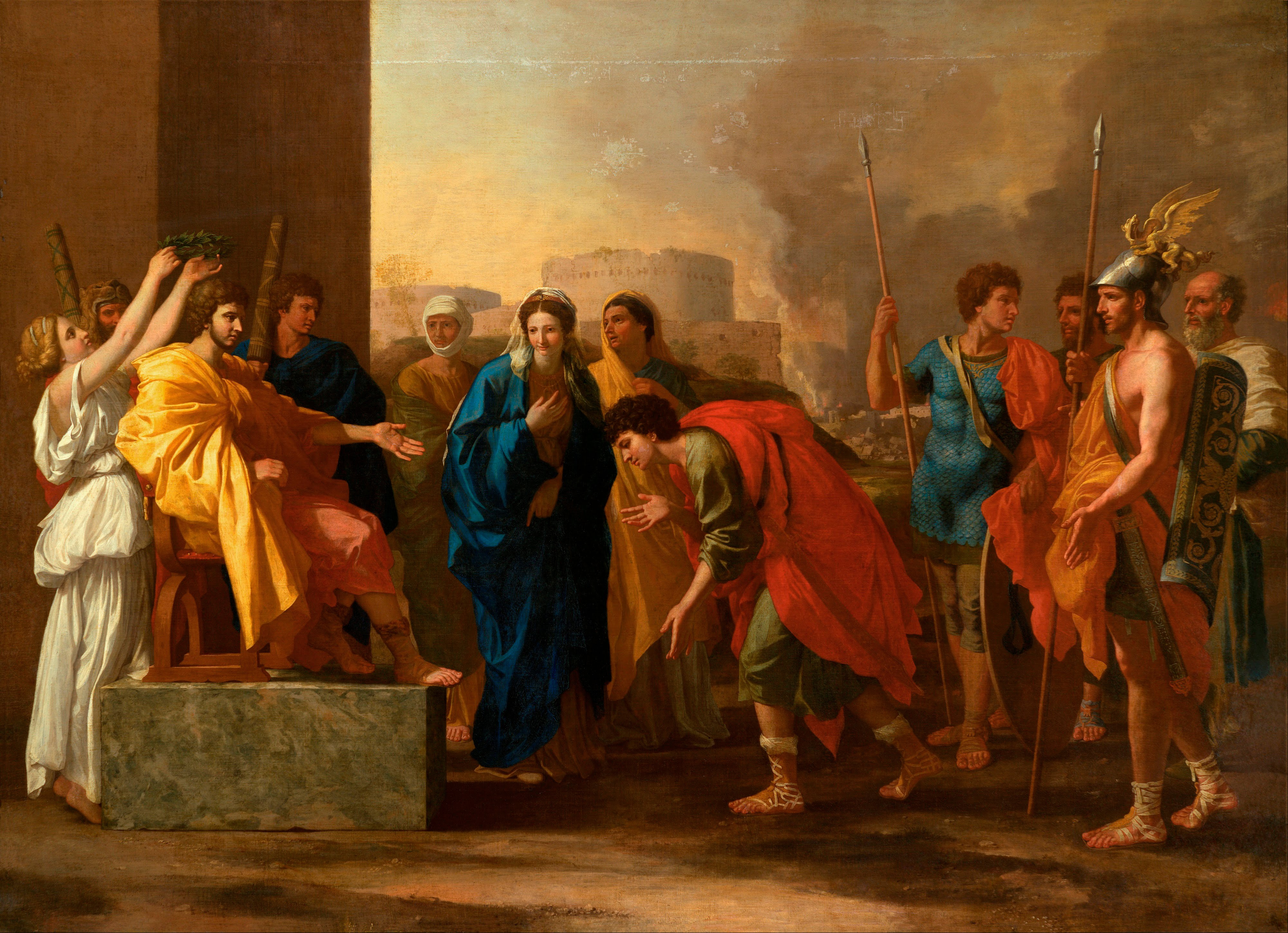
Nicolas Poussin, La clemenza di Scipione (Museo Puškin delle belle arti, Mosca) dopo l'assedio di Cartagena.

I tribuni cominciarono a distribuire il bottino, mentre Publio Scipione, dopo che ebbe fatto riunire tutti i prigionieri, che Polibio stima fossero in poco meno di diecimila persone, ordinò di separare i cittadini, con le loro mogli e i loro figli, da questi poi divise gli artigiani. Presi, quindi, i nomi delle città, si informò su quanti fossero i prigionieri, a quali genti appartenessero e poi inviò dei messi ai loro villaggi affinché le loro famiglie venissero a riprenderli.
(Livio, XXVI, 47.1.)
rimandò alle loro case. Questi allora, piangendo di felicità per l'inaspettata salvezza, omaggiarono il comandante e se ne andarono.»
(Polibio, X, 17.7-8.)
(Livio, XXVI, 49.7-8.)
Ai 2 000 artigiani presenti in città disse che, per il momento, dovevano considerarsi schiavi pubblici di Roma. Promise però la libertà a tutti coloro che si fossero dimostrati collaborativi verso i Romani con il loro lavoro, una volta portata a termine la guerra in modo vittorioso contro i Cartaginesi. Ordinò poi che fossero registrati presso il questore e fece nominare un sorvegliante romano per ogni trenta. Tra i restanti prigionieri scelse i migliori per forza, per aspetto e per età, e li unì agli equipaggi delle sue navi, aumentando di metà il numero totale dei marinai che aveva in precedenza. Riempì le navi che aveva catturato, con un numero di uomini doppio di quello imbarcato precedentemente. Alla flotta poi delle 35 iniziali imbarcazioni da guerra, aggiunse quelle catturate che erano diciotto secondo Polibio e otto secondo Livio. Anche a questi promise la libertà al termine della guerra contro i Cartaginesi, sempre se fossero stati fedeli ai Romani. Questo modo di trattare i prigionieri, suscitò da parte dei cittadini una grande benevolenza e lealtà nei confronti di Publio Scipione, gli artigiani invece si mostrarono pronti ad aiutarlo con la speranza di poter tornare in libertà.
In seguito separò Magone e quelli del suo seguito dagli altri Cartaginesi, due dei quali erano membri del consiglio degli Anziani e quindici del senato. Questi ultimi vennero affidati a Gaio Lelio, con l'ordine di averne cura. I restanti 300 e oltre ostaggi li convocò e, facendo avvicinare i bambini a sé, li accarezzò e li invitò a non aver paura, poiché in pochi giorni avrebbero rivisto i loro genitori. Invitò, quindi, anche gli altri a non temere e a scrivere ai propri familiari nelle rispettive città, per informarli di essere ancora vivi e che i Romani erano intenzionati a rimandarli a casa, a condizione che gli stessi parenti fossero diventati alleati dei Romani. Dopo aver rivolto queste parole, Publio cominciò a distribuire gli oggetti più preziosi del bottino di guerra a ciascuno di loro, a seconda del sesso e dell'età: alle fanciulle regalò ciondoli e braccialetti, ai fanciulli pugnali e spade.
Sempre Polibio e Tito Livio raccontano che, tra le prigioniere, vi fosse anche la moglie anziana di Mandonio, fratello di Indibile, re degli Ilergeti, la quale si gettò ai piedi di Scipione pregandolo, tra le lacrime, che si prendesse cura della loro dignità più di quanto non avessero fatto i Cartaginesi. Publio, colto da compassione, le chiese cosa le mancasse, la stessa gli fece capire che non era il cibo, ma la sicurezza per lei, le figlie e il suo seguito di giovani principi, di non essere esposti alla violenza dei soldati romani.
(Polibio, X, 18.13-15.)
(Livio, XXVI, 49.16.)

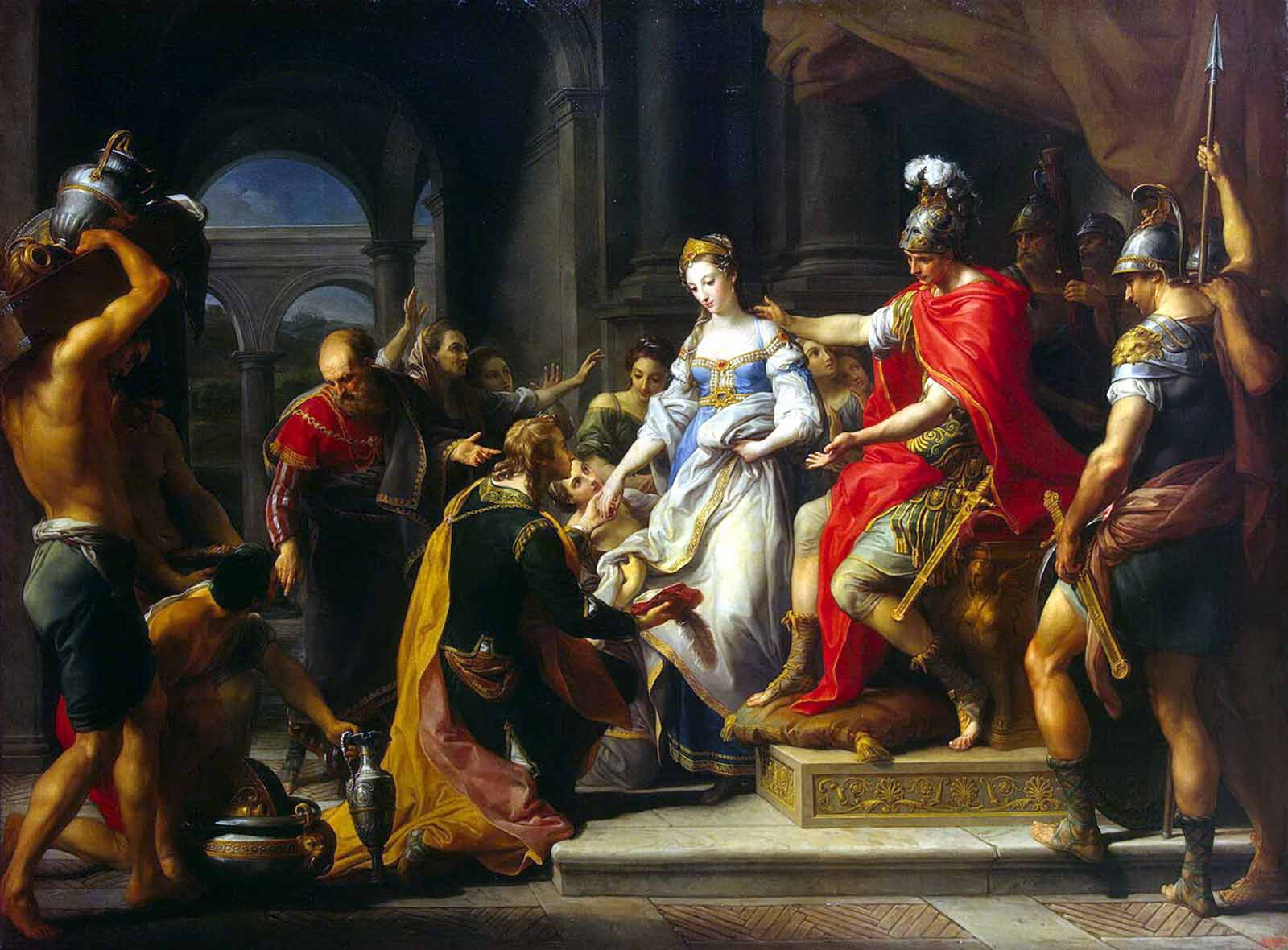
Dipinto che ritrae l'episodio secondo il quale una giovane ragazza di rara bellezza venne riconsegnata al padre, invitandolo a darla in sposa ad un suo concittadino (olio su tel di Pompeo Batoni, 1771/72 circa, Museo dell'Ermitage a San Pietroburgo)

Ancora Polibio e Livio raccontano un episodio secondo il quale alcuni giovani romani, che avevano incontrato una giovane ragazza di rara bellezza, come nessun'altra, sapendo che a Publio piacevano le donne, gliela portarono e gliela offrirono in dono. Publio, pur colpito dalla sua bellezza, tuttavia rispose che come semplice soldato nessun dono sarebbe stato più gradito, ma come comandante in capo delle forze romane non poteva accettare. Egli voleva far capire che in periodi di tranquillità, piaceri del genere sono estremamente graditi soprattutto ai giovani, ma nei momenti di grande attività costituiscono un impedimento per coloro che vi si abbandonano. Ringraziò quindi i giovani e, dopo aver domandato alla ragazza quali fossero la sua patria e i suoi genitori, venne a sapere che era fidanzata ad un principe dei Celtiberi, un giovane di nome Allucio. Scipione allora decise di far chiamare il padre della ragazza, gliela consegnò, invitandolo a darla in sposa ad un suo concittadino a sua discrezione. Di fronte ad una tale dimostrazione di autocontrollo e moderazione, guadagnò un grande favore presso le sue truppe. La versione di Livio, leggermente differente, vide Scipione chiamare sia i genitori, sia il fidanzato, avendo saputo che quest'ultimo si struggeva d'amore per lei. Rivolgendosi poi al giovane gli disse: 
(Livio, XXVI, 50.6-8.)
Dopo che il giovane testimoniò a Scipione la sua gratitudine, furono convocati i genitori e i parenti della ragazza, i quali avevano portato con loro una gran quantità d'oro per riscattarla. Il comandante romano, poiché lo pregavano con molta insistenza di ricevere i loro doni, grati che la figlia fosse loro restituita inviolata, promise di accettarli, invitandoli a lasciare l'oro ai suoi piedi. Chiamò quindi Allucio e gli disse:
(Livio, XXVI, 50.12.)
Lo invitò pertanto a prendere l'oro. Il giovane, rimandato in patria, dopo aver raccolto reclute fra i suoi clienti, pochi giorni dopo tornò da Scipione con 1 400 cavalieri scelti.
Portate a termine tutte queste faccende, affidò il resto dei prigionieri ai tribuni, e dopo aver imbarcato su una quinquereme i Cartaginesi e i più illustri prigionieri (tra cui Magone e circa quindici senatori cartaginesi), li mandò a Roma con Gaio Lelio, affinché quest'ultimo riferisse in patria quanto accaduto a Nova Carthago. Egli stimava che di fronte all'annuncio di un tale successo, i senatori romani avrebbero ripreso coraggio e si sarebbero impegnati nell'appoggiare la sua impresa in Spagna.
Elogio alle truppe e disputa
Livio aggiunge che Scipione, dopo aver ordinato a Lelio di mantenere sotto sorveglianza la città con i marinai alleati, condusse nell'accampamento le legioni e dispose che riposassero, ora che avevano portato a termine in un sol giorno tutte le operazioni militari. Il giorno seguente, dopo aver adunato l'intero esercito composto da legionari e marinai, il comandante romano elogiò il comportamento dei suoi soldati in battaglia e ringraziò gli dei immortali, che avevano concesso loro di prendere in un sol giorno la città più ricca della Spagna, nella quale erano concentrate una grande quantità di ricchezze, in modo da lasciare poco o nulla al nemico.
(Livio, XXVI, 48.5-6.)
Tito Livio racconta che, non era tanto aspra la disputa fra i due candidati a ricevere il premio dal loro comandante in capo, quanto fosse appassionata la competizione tra i due corpi dell'esercito, vale a dire forze di terra (legioni) e di mare (flotta). Ovviamente il comandante della flotta, Gaio Lelio, favoriva Digizio, mentre Marco Sempronio Tuditano favoriva il centurione Tiberilio. Per evitare che la contesa si trasformasse in una lotta tra le due fazioni e potesse degenerare in sommossa, Scipione, inizialmente scelse tre arbitri per giudicare quale dei due avesse scalato per primo le mura della città. Oltre a Gaio Lelio e M.Sempronio, venne aggregato un terzo elemento, neutrale, Publio Cornelio Caudino. Poiché la disputa cominciava a farsi sempre più accesa, considerando che sia gli uni, sia gli altri erano pronti a spergiurare su tutti gli dei, pur di far prevalere la propria fazione, prima che i legionari e i marinai venissero alle mani, Scipione adunò le truppe e dichiarò:
(Livio, XXVI, 48.13.)
Fu così che Scipione risolse la contesa, distribuendo poi a tutti gli altri soldati donativi, a seconda del merito e del valore di ciascuno. In particolare, a Gaio Lelio, lo equiparò a sé stesso e gli fece dono di una corona d'oro e di trenta buoi.

### Impatto sulla Storia
Publio Scipione decise infine di rimanere per qualche tempo a Nova Carthago. Qui si dedicò ad un sistematico allenamento delle truppe navali e di terra, controllati dai tribuni militari. Il metodo adottato per migliorare la loro condizione lo racconta Polibio:
(Polibio, X, 20.2-4.)
Anche Tito Livio racconta che Scipione trascorse quei pochi giorni che aveva stabilito di fermarsi a Nova Carthago, facendo compiere delle esercitazioni alla sua armata, sia di terra, sia di mare:
(Livio, XXVI, 51.4-6.)
Intanto Scipione sovraintendeva tutto con eguale attenzione, ora recandosi a visitare la flotta e i cantieri navali, ora partecipando alle manovre terrestri delle legioni, ora dedicandosi ad ispezionare i lavori compiuti da una moltitudine di artigiani nelle officine, negli arsenali e nei cantieri. A ciascun gruppo di artigiani egli aveva affiancato poi dei sovrintendenti romani, mentre egli stesso si recava giornalmente nelle officine per procurare di persona il materiale necessario. Quando infine ebbe l'impressione che tutto ciò che occorreva era stato ormai perfettamente predisposto, fortificò la città munendola di guarnigioni e procedette a riparare le mura, per poi far ritorno con buona parte delle truppe di terra e di mare a Tarraco (Tarragona), portandosi dietro anche gli ostaggi.
Livio racconta che Scipione, una volta partito da Nova Carthago, fu continuamente visitato da molte delegazioni durante il cammino. Ad alcune diede appuntamento a Tarraco, dove aveva stabilito un convegno, sia per i nuovi sia per gli antichi alleati. Qui si radunarono quasi tutte le popolazioni che abitavano a nord del fiume Ebro, ma anche molte dei territori a sud.
Frattanto i comandanti cartaginesi, inizialmente cercarono di nascondere le voci della presa di Nova Carthago, ma poi, poiché il fatto era troppo evidente, cercarono di sminuirne la portata, sostenendo che:
(Livio, XXVI, 51.12-14.)
A seguito della caduta della capitale della Spagna cartaginese, i Romani conquistarono il controllo dell'intera costa orientale e l'accesso alle ricche miniere di argento dell'area. Acquisirono, inoltre, il tesoro cartaginese che permise l'arruolamento di nuove forze iberiche.